# Colipase
Die Colipase ist ein etwa 12 kDa großes Protein, das als Cofaktor für die Funktion der Pankreaslipase notwendig ist. Es wird als inaktive Vorstufe (Procolipase) in der Bauchspeicheldrüse gebildet, welche im Dünndarm durch Trypsin in die Colipase und das N-terminale Pentapeptid Enterostatin gespalten wird.
Die Colipase bildet mit der Pankreaslipase den Prolipase-Pankreaslipase-Komplex und vermittelt den Kontakt der Lipase mit den Lipid-Grenzflächen aus Phospholipiden oder Gallensäuren. Zudem bewirkt die Colipase eine Konformationsänderung der Lipase, welche den Deckel über dem aktiven Zentrum der Lipase öffnet.